# Лімномедузи
Лімномедузи — ряд гідроїдних. Згідно з назвою, це озерні організми, але такими є тільки початково описані види: більшість представників класу мешкають в солоній воді.
В життєвому циклі присутні і медузоїдна, і поліпоїдна стадії, або ж медузоїдна може редукуватись.

## Опис
Поліпи маленького розміру, простої будови, нерухомі, звичайно одиночні, але у деяких видів можуть і формувати колонії; у частини видів — без щупалець. Тека (жорстка зовнішня оболонка) нехарактерна, але наявний мукопротеїновий перідерм. Цисти та столони можуть бути вкритими перисарком.
Медузи найчастіше мають 4 повних радіальних канали, у деяких видів — 6; часто з неповними центропетальними каналами, що не досягають манубріуму; можлива наявність крайового кільця нематоцистів. Гонади розташовані вздовж радіальних каналів, або тільки на манубріумі (роди Armohydra та Limnocnida). Крайові щупальця пустотілі, без базального потовщення, крайові чутливі органи представлені внутрішніми статоцистами ендо-ектодермального (змішаного) походження, розташованими в мезоглії поблизу кільцевого каналу або у велумі. Світочутливих вічок (оцел) немає.

## Різноманіття
Відповідно до сучасних даних, ряд Лімномедузи є поліфілетичним. Деякі групи, що раніше були включені до нього (Proboscidactylidae, Moeresidae, рід Tiaricodon) зараз[коли?] виведені до складу ряду Антомедузи.
Всього ряд включає 4 родини та 54-55 (за різними класифікаціями) видів.
Більшість видів солоноводні, хоча деякі трапляються у прісних водоймах, зокрема всесвітньо поширена медуза Craspedacusta sowerbii.